# Medosavka hnědavá
Medosavka hnědavá (Lichmera indistincta) je druh australského pěvce. Patří do rodu medosavek Lichmera, jehož zástupci jsou typičtí dlouhými zakřivenými zobáky, pomocí kterých se dostávají ke své potravě – květinovému nektaru. Krom něj se ale živí i hmyzem. Bývá označován za nejlepšího pěvce mezi medosavkami.

## Taxonomie

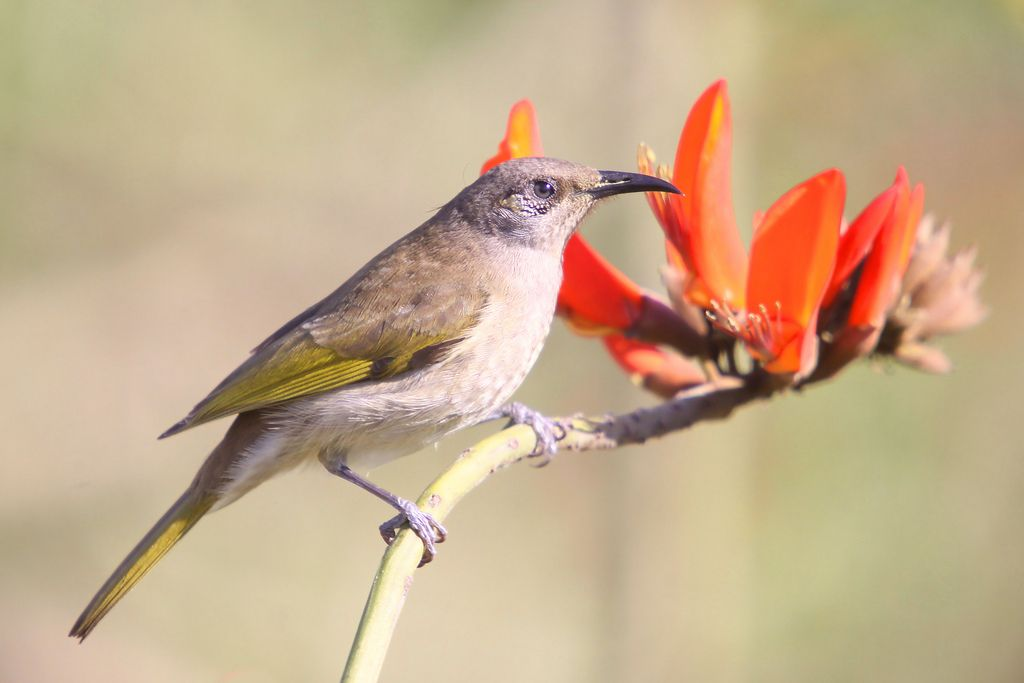
Medosavka hnědavá na kvetoucím korálovci (Erythrina)

Tento druh poprvé popsali Nicholas Aylward Vigors a Thomas Horsfield v roce 1827 jako Meliphaga indistincta. Druhový název indistincta, který přetrval do současnosti, pochází z latinského slova, které znamená nejasný nebo nezřetelný. Vigors a Horsfield zpočátku pracovali pouze se vzorky z londýnské Linnean Society, společnosti, zaměřené na výzkum evoluce, taxonomie a přírodopisu, ty ale nebyly v dobrém stavu, což mohl být důvod pro špatné zařazení. Později byl druh přesunut do rodu Gliciphila a v současnosti do rodu Lichmera. Jsou uznávány čtyři poddruhy: nominátní Lichmera indistincta indistincta a dále Lichmera indistincta ocularis (ocularis od latinského označení pro oko), Lichmera indistincta nupta a Lichmera indistincta melvillensis. Někdy bývá též uváděna subspecie Lichmera indistincta limbatus. Medosavka indonéská (Lichmera limbata) též byla někdy uváděna jako možný poddruh medosavky hnědavé, nicméně studie jejich genetické informace z roku 2017 prokázala, že se jedná pouze o příbuzné druhy, které se od sebe oddělily řádově přes desítkami tisíc let.

## Popis
Medosavky hnědavé jsou středně malí, šedohnědí ptáci s délkou těla mezi 12 a 16 cm. Rozpětí křídel dospělých jedinců je 18 až 23 cm, hmotnost 9 až 11 g. Samičky jsou menší než samečci a také mají olivově zbarvenou hlavu, zatímco jejich protějšky mívají červenohnědou korunku. Mimo to je ale nelze snadno rozlišit. Hlava, záda a horní část ocasu jsou světlé hnědé, křídla mají tmavší odstín. Od oka se jim táhne úzký a krátký žlutý pruh, u některých jedinců může být až nejasný. Stejně tak olivový odstín na křídlech nemusí být patrný u všech dospělých jedinců. Mladí jedinci jsou stejně zbarvení jako dospělé samičky.
Zobák je černý a dlouhý, zakřivený dolů, díky čemuž se ptáci snadno dostanou k nektaru květin. Nohy jsou tmavě šedé až černé.
Poddruhy jsou si vzájemně podobné, malé rozdíly mohou být jen v odstínu zbarvení nebo v délce ocasního peří. Například zástupci L. i. ocularis mívají oproti nominátnímu poddruhu tmavší peří na hlavě a delší ocas. Samičky L. i. melvillensis zase mají kratší ocasní pera.

## Výskyt
Medosavky hnědavé obývají velkou plochu Austrálie, většinou se jedná o různá zalesněná místa. Nominátní poddruh žije v oblasti od Newcastlu na pobřeží Nového Jižního Walesu a západního Queenslandu až po Top End, nejsevernější místo kontinentu. V Sydney jsou ale tito ptáci spíše výjimkou, od konce 50. let 20. století zdejší populace klesá. Ve státě Victoria a v Tasmánii se nevyskytují vůbec. Poddruh L. i. ocularis obývá Novou Guineu, ostrovy Torresova průlivu, poloostrov York a oblast Carpentarského zálivu.
Tito ptáci vyhledávají mangrovové lesy, většinou při pobřeží. Zde žijí i v porostech banksií (Banksia), kajeputů (Melaleuca) nebo štětkovců (Callistemon). Jedinci žijící ve vnitrozemí, které je sušší, bývají zaznamenávání v blízkosti vodních toků a porostů akácií (Acacia), grevileí (Grevillea) a hakeí (Hakea). Nevyhýbají se ale ani parkům a zahradám v těsné blízkosti lidí.
Sezónně se mohou přesouvat na menší vzdálenosti za potravou, například během zimy bývá velký úbytek populace v jihovýchodním Queenslandu.

## Chování
Potravu si hledá hlavně v korunách stromů a v keřích, ale výjimečně i na zemi. Krmí se samostatně nebo po dvojicích, lze ale pozorovat i smíšené skupinky s jinými druhy medosavek: medosavkami pruhoprsými (Cissomela pectoralis), hbitými (Ptilotula flavescens), rezavohrdlými (Conopophila rufogularis) nebo kystráčky černobradými (Melithreptus gularis). Medosavky hnědavé se živí primárně květinovým nektarem, druhotně pak hmyzem. Hlavní zdroje nektaru pro ně tvoří banksie, kajeputy, grevileje nebo druhy Corymbia polycarpa a Eucalyptus miniata.
Nejvíce jsou aktivní v ranních hodinách. Během noci se snižuje jejich tělesná hmotnost a ve dne znovu narůstá s množstvím potravy.
V období hnízdění, které může v závislosti na podmínkách probíhat i několikrát ročně, se páry stahují do oblastí s menším výskytem jiných ptáků. Hnízdo si staví z různých druhů vegetace, obvykle na horizontálních větvích ve výšce do 2 m nad zemí. Podílejí se oba, ačkoliv sameček většinou hlídá, zatímco samička staví. Nakladená vajíčka jsou bílá, někdy s narůžovělým nebo hnědým odstínem, mohou ale být i skvrnitá. Zahřívá je pouze samička, o krmení se stará i sameček. Snůšky medosavek hnědavých bývají často ničeny zdejšími druhy kukaček: australských (Cacomantis pallidus), bronzových (Chrysococcyx basalis) a pokřovních (Cacomantis variolosus).